# Солонченко, Елизавета Игоревна
Елизаве́та И́горевна Соло́нченко (род. 15 марта 1972) — Глава Нижнего Новгорода с 21 июня по 20 декабря 2017 года.
Депутат Городской думы Нижнего Новгорода с 16 октября 2005 года по 26 декабря 2018 года.
Заместитель Главы Нижнего Новгорода с 26 июня 2013 года по 23 мая 2017 года.
Исполняющая обязанности председателя Городской думы Нижнего Новгорода с 21 декабря 2017 года по 21 февраля 2018 года.
Заместитель председателя Городской Думы Нижнего Новгорода с 21 февраля по 26 декабря 2018 года.

## Биография
Елизавета Игоревна Солонченко родилась 15 марта 1972 года в Горьком.
Окончила факультет вычислительной математики и кибернетики (ВМК) ННГУ имени Лобачевского по специальности "прикладная математика".
Работала в бизнес-секторе, в компаниях "Любятово" и "ВКТ". Получила степень магистра делового администрирования в Высшей школе экономики. С 2002 по 2012 год возглавляла компанию "ВКТ".
В 2012 году избрана Президентом Нижегородского регионального общественного фонда поддержки Партии "Единая Россия". Возглавляла Фонд в течение двух лет.
Депутат городской Думы Нижнего Новгорода IV (2005 г. - 2010 г.), V (2010 г. - 2015 г.) и VI (2015 г. - 2020 г.) созывов, руководитель фракции "Единая Россия".

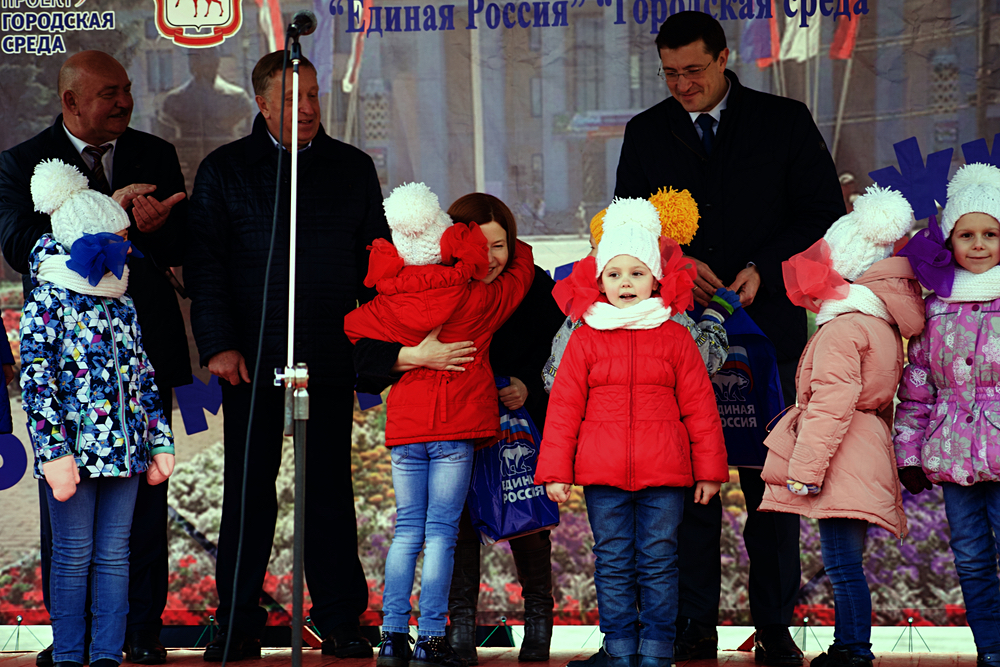
Елизавета Солонченко на праздновании "Дня народного единства" в Автозаводском районе Нижнего Новгорода 4 ноября 2017 года.

26 июня 2013 года избрана вторым заместителем главы города Нижнего Новгорода.
7 октября 2015 года переизбрана заместителем главы города Нижнего Новгорода.
На заседании городской Думы Нижнего Новгорода 21 июня 2017 года единогласно избрана главой Нижнего Новгорода.
Секретарь местного отделения Партии "Единая Россия" города Нижнего Новгорода, член президиума Нижегородского регионального политсовета партии "Единая Россия", заместитель председателя Нижегородского регионального отделения Всероссийского совета местного самоуправления.
Заместитель председателя Городской думы Нижнего Новгорода с 21 февраля 2018 года по 26 декабря 2018 года.
29 мая 2020 года была заочно арестована московским районным судом Нижнего Новгорода по делу о взятке. 31 мая 2020 года заявила о своей невиновности и готовности доказать это в суде. В настоящее время проживает в Великобритании.

## Оценки деятельности

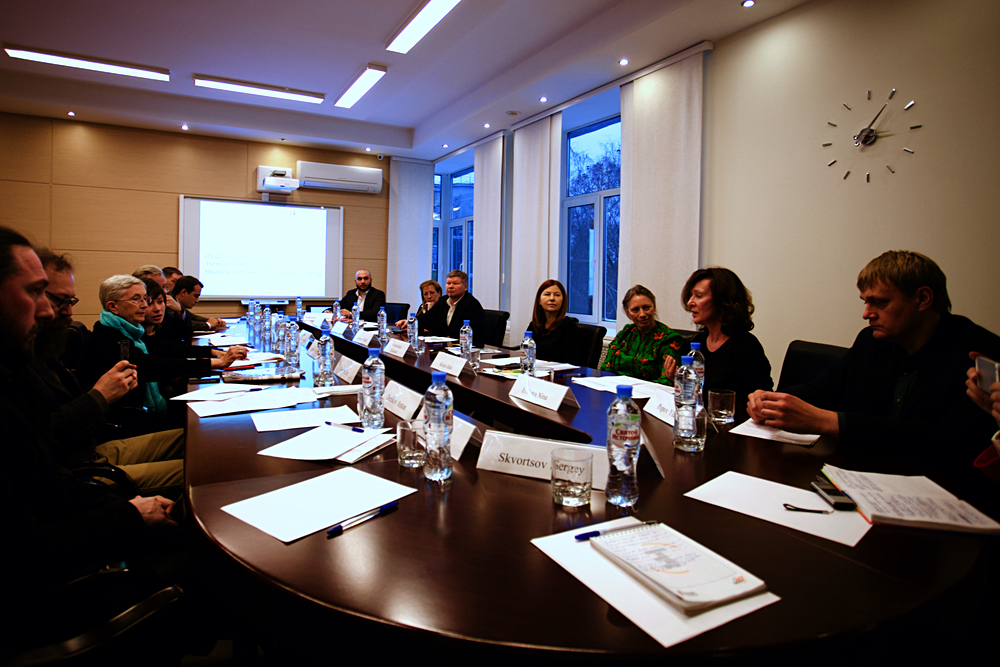
Елизавета Солонченко встретилась с экспертом-урбанистом Мэрилин Хэмельтон 24 ноября 2017 года.

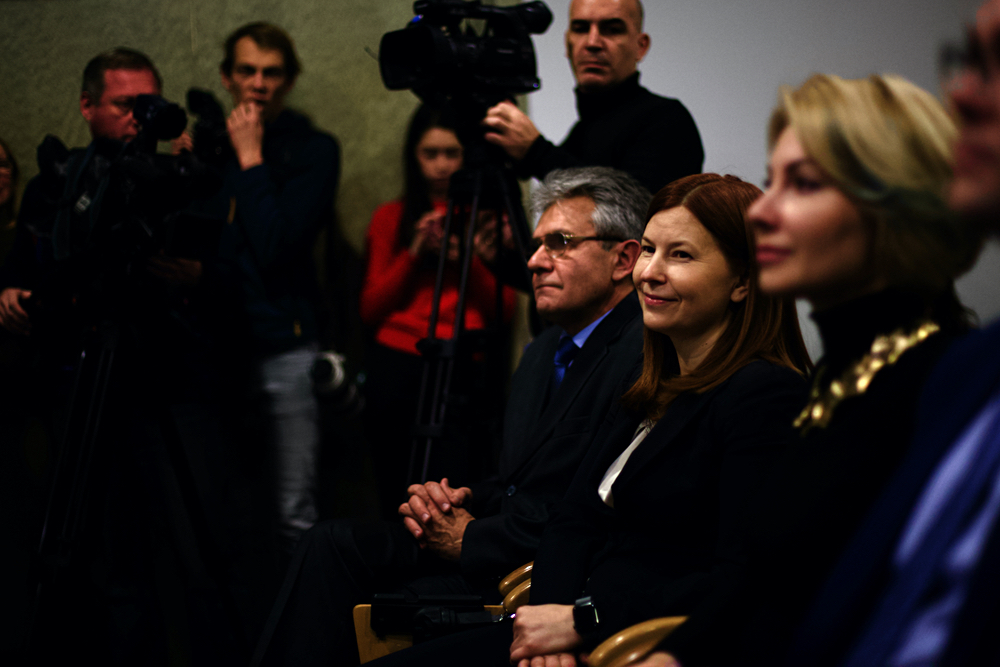
Елизавета Солонченко и президент Российской академии наук (РАН) Александр Сергеев на открытии социально-просветительского проекта "АкадемиУМ" 27 ноября 2017 года.

По мнению политологов, главным достижением Елизаветы Солонченко за период её пребывания в должности главы Нижнего Новгорода стала открытость, оказавшаяся первым шагом на пути возвращения доверия горожан к местному самоуправлению. "Солонченко стала, пожалуй, самой открытой главой в современной истории Нижнего Новгорода. Здесь уникальный опыт Нижнего Новгорода даже можно ставить в пример другим муниципалитетам. Тут есть серьезные успехи. Количество обращений к главе города выросло в разы, что, безусловно, свидетельствует о росте доверия" — так политолог Никита Исаев отмечает, что опыт Елизаветы Солонченко является уникальным.
Положительные оценки Елизаветы Солонченко в СМИ относятся в связи с созданием Общественной палаты Нижнего Новгорода и запуска проекта "Академиум".
Во время своего визита в Нижний Новгород, после встречи с Елизаветой Солонченко, канадский эксперт по интегральному развитию городов Мэрилин Хэмельтон (Marilyn Hamilton) заявила: "В Нижнем Новгороде отрабатываются новые подходы к тому, как организовывать коммуникации и общение в городе".
Также отмечено принятие трехлетней программы поддержки малого и среднего бизнеса, разработка которой началась после открытой встречи Солонченко с нижегородскими предпринимателями летом 2017 года. Программа включает в себя субсидии начинающим предпринимателям, компенсацию процентной ставки по кредитам и создание в МФЦ специальных окон, для работы с предпринимателями. Так же как мера поддержки малого бизнеса для организаций и индивидуальных предпринимателей впервые зарегистрированных после 1 января 2016 года сохранена минимальная ставка единого налога в размере 7,5 % величины вмененного дохода.
Елизавета Солонченко поддержала предложение нижегородцев об установке в Нижнем Новгороде мемориальной доски первому губернатору Нижегородской области, оппозиционному политику Борису Немцову. Её позиция по вопросу увековечения памяти первого губернатора Нижегородской области была позитивно воспринята многими европейскими СМИ. Мемориальная доска была установлена 27 февраля 2019 года.
Среди других мер, которые сказались положительно отмечены являются предотвращение застройки в природоохранной зоне на Светлоярском озере, остановка аукционов по развитию территорий на улицах Славянской и Студеной. В апреле 2018 года дома на Славянской и Студеной признаны объектами культурного наследия.

## Благотворительность

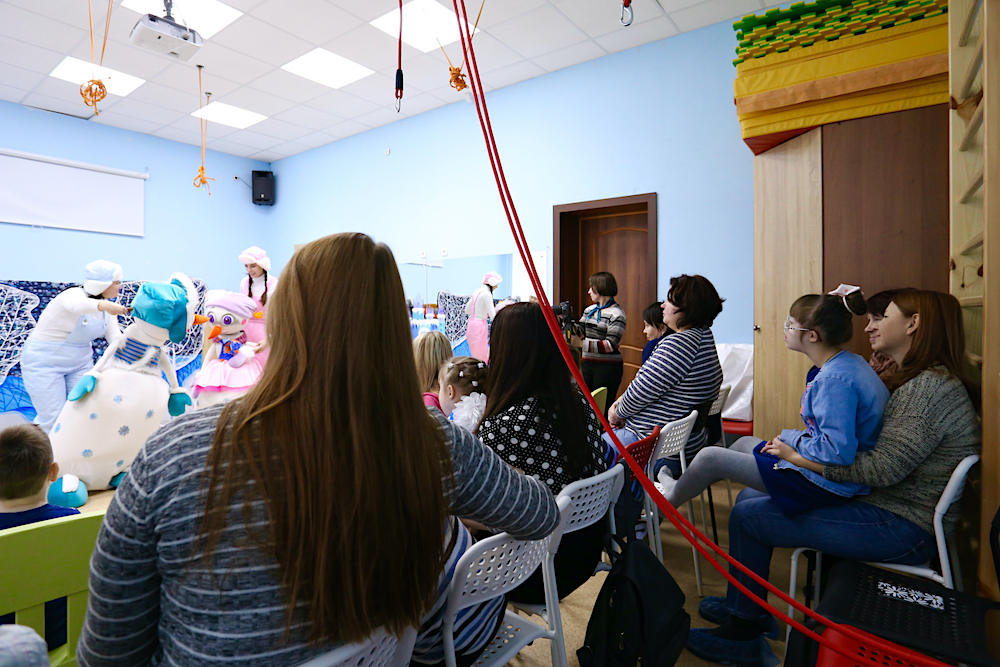
Елизавета Солонченко на праздновании Нового года в инновационном центре "Сияние" 28 января 2018 года.

Елизавета Солонченко активно участвует и поддерживает социальные и благотворительные проекты. В частности, с 2013 года активно помогает инновационному центру "Сияние", созданному родителями детей с синдромом Дауна, и театру для глухих детей "Пиано".

## Семья
Замужем. Первый муж - Алексей Анатольевич Зудин, предприниматель, генеральный директор Нижегородского холдинга ВКТ. Второй муж - Марк Геннадьевич Солонченко, предприниматель. Дочь Мила (от первого брака)  — студентка. Сын Савва (от второго брака) — школьник.